# Słodki drań
Słodki drań (oryg. Sweet and Lowdown) – amerykański komediodramat muzyczny z 1999 roku w reżyserii Woody’ego Allena. Opowiada o życiu amerykańskiego gitarzysty jazzowego Emmeta Raya.

## Obsada
- Sean Penn – Emmet Ray
- Samantha Morton – Hattie
- Uma Thurman – Blanche
- Brian Markinson – Bill Shields
- Anthony LaPaglia – Al Torrio
- Woody Allen – gra samego siebie

## Nagrody i nominacje
Oscary za rok 1999
- Najlepszy aktor – Sean Penn (nominacja)
- Najlepsza aktorka drugoplanowa – Samantha Morton (nominacja)

Złote Globy 1999
- Najlepszy aktor w komedii/musicalu – Sean Penn (nominacja)
- Najlepsza aktorka drugoplanowa – Samantha Morton (nominacja)

Nagroda Satelita 1999
- Najlepszy aktor w komedii/musicalu – Sean Penn (nominacja)
- Najlepsza aktorka drugoplanowa w komedii/musicalu – Samantha Morton (nominacja)